# Baklofen
Baklofen (Lioresal) lijek je koji se koristi kao mišićni relaksans u liječenju mišićne spastičnosti uzrokovane multiplom sklerozom i ozljedama, odnosno bolestima mozga i kralježnične moždine. Može se koristiti i kod simptoma ustezanja od alkohola i opioida, a ponekad se koristi i kod liječenja anksioznosti i depresije. Primjenjuje se oralno ili transdermalno. Postoje dokazi koji ukazuju na to da baklofen može ublažiti neuropatsku bol kod trigeminalne neuralgije.
Baklofen se u početku koristio kao antikonvulzant. Otkrio ga je 1962. švicarski kemičar Heinrich Keberle. Ustanovljeno je da nije značajno učinkovit u liječenju epilepsije, no i da smanjuje mišićnu spastičnost te je 1971. predstavljen kao lijek za to stanje. Odobren je od strane Američke agencije za hranu i lijekove (FDA) 1977. godine.

## Nuspojave i simptomi ustezanja
Nuspojave uključuju umor, vrtoglavicu, glavobolju, probleme sa spavanjem, mučninu, povraćanje, retenciju urina i zatvor.
Neki od simptomi ustezanja su halucinacije, zbunjenost, agitacija (nemir), nesanica, vrtoglavica, mučnina, problemi s pamćenjem, anksioznost, depersonalizacija, hipertermija, psihoza, manija, tahikardija, epileptični napadaj, tremori i povećana mišićna spastičnost i rigidnost.

## Farmakologija
Baklofen je derivat GABA-e, a djeluje tako da aktivira GABAB receptore u mozgu. Kemijski je sličan ruskom lijeku fenibutu.